# En underbar jävla jul
En underbar jävla jul är en svensk komedifilm med biopremiär den 13 november 2015. Filmen regisserades av Helena Bergström som också skrev manus tillsammans med Edward af Sillén och Daniel Réhn. I rollerna ses bland andra Maria Lundqvist, Robert Gustafsson och Anastasios Soulis.
Filmen skildrar hur relationer ställs på sin spets under julfirandet.

## Handling
Filmen handlar om paret Simon (Anastasios Soulis) och Oscar (Anton Lundqvist), som väntar barn tillsammans med sin vän Cissi (Rakel Wärmländer). Problemet är att deras familjer ännu inget vet – och vilket tillfälle kan vara bättre att delge detta än julen?

## Rollista
- Maria Lundqvist – Monica
- Robert Gustafsson – Ulf
- Anastasios Soulis – Simon
- Anton Lundqvist – Oscar
- Rakel Wärmländer – Cissi
- Michalis Koutsogiannakis – Millitiadis
- Inga Landgré – Gunn-Britt
- Helena Bergström – Carina
- Kajsa Ernst – Annica
- Peshang Rad – Rami
- Gustav Levin – Håkan
- Frida Beckman – Sofia
- Neo Siambalis – Alex
- Paulina Pizarro Swartling – Ebba
- Rikard Wolff – julvärd
- Kerstin Widgren – damen i tunnelbanan

## Produktion
En underbar jävla jul producerades av Petra Jönsson för bolaget Sweetwater Production AB med stöd av Stiftelsen Svenska Filminstitutet. Filmen hade först arbetstiteln God jul! som senare byttes mot Härlig är jorden innan den fick sitt slutgiltiga namn En underbar jävla jul.

## Mottagande
En underbar jävla jul sågs av 600 570 biobesökare i Sverige 2015 och blev årets mest sedda film. Totalt har filmen setts av 718 051 svenska biobesökare.
År 2022 utkom en finsk nyinspelning av filmen vid namn En underbar finsk jävla jul.

## Utgivning
Filmen gavs ut på DVD 2016 av Svensk filmindustri.